# Ривергров (Орегон)
Ривергров (енгл. Rivergrove) град је у америчкој савезној држави Орегон.

## Демографија
По попису из 2010. године број становника је 289, што је 35 (-10,8%) становника мање него 2000. године.
| Група             | 2000.       | 2010.       |
| Белци             | 298 (92,0%) | 265 (91,7%) |
| Афроамериканци    | 0 (0,0%)    | 0 (0,0%)    |
| Азијати           | 8 (2,5%)    | 9 (3,1%)    |
| Хиспаноамериканци | 9 (2,8%)    | 7 (2,4%)    |
| Укупно            | 324         | 289         |